# Filmworks XXIV: The Nobel Prizewinner
 (novembre 2023).
Filmworks XXIV: The Nobel Prizewinner est un album de John Zorn paru sur le label Tzadik en 2010. Il s'agit de la musique composée pour le film de Timo Veltkamp De Nobelprijswinnaar (2010).

## Titres
| No  | Titre                         | Durée |
| --- | ----------------------------- | ----- |
| 1.  | The Nobel Prize Winner        | 4:15  |
| 2.  | Writer’s Block (Ilse’s Theme) | 4:17  |
| 3.  | The Depraved City             | 5:09  |
| 4.  | Annabel                       | 3:31  |
| 5.  | Our In-House Dostoevsky       | 4:37  |
| 6.  | The Search                    | 1:56  |
| 7.  | Dénouement                    | 3:24  |
| 8.  | Door to Door                  | 5:04  |
| 9.  | Suicidal Tendency             | 1:56  |
| 10. | Fyodor and Annabel            | 5:10  |
| 11. | Plagiarism                    | 2:52  |
| 12. | Moral and Immoral (take 1)    | 3:08  |
| 13. | Ghost of a Guilty Conscience  | 4:40  |
| 14. | FyJoachim West                | 5:02  |
| 15. | Moral and Immoral (take 2)    | 3:06  |

## Personnel
- Rob Burger - piano
- Trevor Dunn - basse
- Kenny Wollesen - vibraphone, batterie